# A1 Team Netherlands
A1 Team Netherlands fue el equipo neerlandés del A1 Grand Prix, una serie internacional de carreras.

## Gestión
El propietario del A1 Team Netherlands era el ex piloto de Fórmula 1 y ganador de Le Mans, Jan Lammers. El equipo fue dirigido por el equipo de carreras de Lammers Racing for Holland, que se destacó por su participación en las 24 horas de Le Mans y las series de autos deportivos de la FIA .

## Historia
La temporada 2005-06 tuvo un comienzo difícil para el equipo de Holanda. En las dos primeras carreras de velocidad, el coche fue golpeado en la primera curva en los circuitos de Brands Hatch y EuroSpeedway. A pesar de estos contratiempos, Jos Verstappen mostró una impresionante acción de adelantamiento en las principales carreras pasando de la parte trasera de la parrilla a la séptima posición. La temporada continuó con resultados medios, con posiciones del 4 al 19 como resultado final.
El circuito callejero de Durban, Sudáfrica, trajo la primera victoria para el equipo A1 de Holanda, ya que en la última curva de la carrera principal, Jos Verstappen logró tomar el liderazgo del automóvil suizo. Una maniobra similar que falló durante la carrera de velocidad obligó a Verstappen a comenzar desde el puesto 16 en la parrilla.
En 2006-07, el equipo de Holanda terminó quinto en el campeonato, con una victoria.
En 2007-08, el equipo de Holanda terminó séptimo en el campeonato, con 2 podios.
Para la temporada 2008-09, Jeroen Bleekemolen regresó como piloto, junto con el novato de A1GP, Robert Doornbos. Ambos pilotos alternaron carreras, comenzando con Bleekemolen en Zandvoort. El equipo de Holanda terminó cuarto en el campeonato, y ambos pilotos consiguieron una victoria en una carrera de velocidad.

## Conductores
| Nombre               | Temporadas                | Carreras (inicios) | Título A1GP | 1° | SPR | PRIN | 2° | 3° | Poles | Vueltas rápidas | Pts. |
| -------------------- | ------------------------- | ------------------ | ----------- | -- | --- | ---- | -- | -- | ----- | --------------- | ---- |
| Jeroen Bleekemolen   | 2006-07, 2007-08, 2008-09 | 24 (47 inicios)    |             | 2  | 2   |      | 2  | 1  | 4     |                 | 187  |
| Robert Doornbos      | 2008-09                   | 3 (5 inicios)      |             | 1  | 1   |      | 1  | 1  | 1     | 1               | 31   |
| Renger van der Zande | 2006-07                   | 2 (3 inicios)      |             |    |     |      |    |    |       |                 | 7    |
| Jos Verstappen       | 2005-06                   | 11 (22 inicios)    |             | 1  |     | 1    | 1  |    |       |                 | 69   |

## Resultados
"SPR" indica una carrera SPRint, "PRIN" indica una carrera principal. Los resultados en negrita indican la pole position y los resultados en cursiva indican la vuelta más rápida.
| Año     | Equipo de carreras | Chasis, motor, neumáticos  | Conductores          | 1                           | 2                           | 3                                     | 4                                     | 5                                     | 6                                     | 7                                     | 8                                     | 9                        | 10                       | 11                                | 12                                | 13                      | 14                      | 15                   | 16                   | 17                                    | 18                                    | 19                                    | 20                                    | 21                                    | 22                                    | Pts. | Pos. |
| ------- | ------------------ | -------------------------- | -------------------- | --------------------------- | --------------------------- | ------------------------------------- | ------------------------------------- | ------------------------------------- | ------------------------------------- | ------------------------------------- | ------------------------------------- | ------------------------ | ------------------------ | --------------------------------- | --------------------------------- | ----------------------- | ----------------------- | -------------------- | -------------------- | ------------------------------------- | ------------------------------------- | ------------------------------------- | ------------------------------------- | ------------------------------------- | ------------------------------------- | ---- | ---- |
| 2005-06 | Racing for Holland | Lola, Zytek, Cooper Avon   |                      | Bandera del Reino Unido     | Bandera del Reino Unido     | Bandera de Alemania                   | Bandera de Alemania                   | Bandera de Portugal                   | Bandera de Portugal                   | Bandera de Australia                  | Bandera de Australia                  | Bandera de Malasia       | Bandera de Malasia       | Bandera de Emiratos Árabes Unidos | Bandera de Emiratos Árabes Unidos | Bandera de Sudáfrica    | Bandera de Sudáfrica    | Bandera de Indonesia | Bandera de Indonesia | Bandera de México                     | Bandera de México                     | Bandera de Estados Unidos             | Bandera de Estados Unidos             | Bandera de la República Popular China | Bandera de la República Popular China | 69   | 7°   |
| 2005-06 | Racing for Holland | Lola, Zytek, Cooper Avon   | SPR                  | PRIN                        | SPR                         | PRIN                                  | SPR                                   | PRIN                                  | SPR                                   | PRIN                                  | SPR                                   | PRIN                     | SPR                      | PRIN                              | SPR                               | PRIN                    | SPR                     | PRIN                 | SPR                  | PRIN                                  | SPR                                   | PRIN                                  | SPR                                   | PRIN                                  |                                       | 69   | 7°   |
| 2005-06 | Racing for Holland | Lola, Zytek, Cooper Avon   | Jos Verstappen       | Ret                         | 7                           | Ret                                   | 7                                     | 4                                     | Ret                                   | 7                                     | 4                                     | 5                        | 16                       | 11                                | 9                                 | 16                      | Medalla de oro          | 7                    | 6                    | 4                                     | Medalla de plata                      | 14                                    | Ret                                   | Ret                                   | 17                                    | 69   | 7°   |
|         |                    |                            |                      |                             |                             |                                       |                                       |                                       |                                       |                                       |                                       |                          |                          |                                   |                                   |                         |                         |                      |                      |                                       |                                       |                                       |                                       |                                       |                                       |      |      |
| 2006-07 | Racing for Holland | Lola, Zytek, Cooper Avon   |                      | Bandera de los Países Bajos | Bandera de los Países Bajos | Bandera de República Checa            | Bandera de República Checa            | Bandera de la República Popular China | Bandera de la República Popular China | Bandera de Malasia                    | Bandera de Malasia                    | Bandera de Indonesia     | Bandera de Indonesia     | Bandera de Nueva Zelanda          | Bandera de Nueva Zelanda          | Bandera de Australia    | Bandera de Australia    | Bandera de Sudáfrica | Bandera de Sudáfrica | Bandera de México                     | Bandera de México                     | Bandera de la República Popular China | Bandera de la República Popular China | Bandera del Reino Unido               | Bandera del Reino Unido               | 57   | 5°   |
| 2006-07 | Racing for Holland | Lola, Zytek, Cooper Avon   | SPR                  | PRIN                        | SPR                         | PRIN                                  | SPR                                   | PRIN                                  | SPR                                   | PRIN                                  | SPR                                   | PRIN                     | SPR                      | PRIN                              | SPR                               | PRIN                    | SPR                     | PRIN                 | SPR                  | PRIN                                  | SPR                                   | PRIN                                  | SPR                                   | PRIN                                  |                                       | 57   | 5°   |
| 2006-07 | Racing for Holland | Lola, Zytek, Cooper Avon   | Jeroen Bleekemolen   | 9                           | 4                           | 11                                    | 9                                     | Medalla de oro                        | Ret                                   | 7                                     | 9                                     | 13                       | DSQ                      | 4                                 | 5                                 | 5                       | 4                       | 4                    | 6                    |                                       | 17                                    |                                       |                                       | 6                                     | 5                                     | 57   | 5°   |
| 2006-07 | Racing for Holland | Lola, Zytek, Cooper Avon   | Renger van der Zande |                             |                             |                                       |                                       |                                       |                                       |                                       |                                       |                          |                          |                                   |                                   |                         |                         |                      |                      | 9                                     |                                       | 9                                     | 4                                     |                                       |                                       | 57   | 5°   |
|         |                    |                            |                      |                             |                             |                                       |                                       |                                       |                                       |                                       |                                       |                          |                          |                                   |                                   |                         |                         |                      |                      |                                       |                                       |                                       |                                       |                                       |                                       |      |      |
| 2007–08 | Racing for Holland | Lola, Zytek, Cooper Avon   |                      | Bandera de los Países Bajos | Bandera de los Países Bajos | Bandera de República Checa            | Bandera de República Checa            | Bandera de Malasia                    | Bandera de Malasia                    | Bandera de la República Popular China | Bandera de la República Popular China | Bandera de Nueva Zelanda | Bandera de Nueva Zelanda | Bandera de Australia              | Bandera de Australia              | Bandera de Sudáfrica    | Bandera de Sudáfrica    | Bandera de México    | Bandera de México    | Bandera de la República Popular China | Bandera de la República Popular China | Bandera del Reino Unido               | Bandera del Reino Unido               |                                       |                                       | 87   | 7°   |
| 2007–08 | Racing for Holland | Lola, Zytek, Cooper Avon   | SPR                  | PRIN                        | SPR                         | PRIN                                  | SPR                                   | PRIN                                  | SPR                                   | PRIN                                  | SPR                                   | PRIN                     | SPR                      | PRIN                              | SPR                               | PRIN                    | SPR                     | PRIN                 | SPR                  | PRIN                                  | SPR                                   | PRIN                                  |                                       |                                       |                                       | 87   | 7°   |
| 2007–08 | Racing for Holland | Lola, Zytek, Cooper Avon   | Jeroen Bleekemolen   | Medalla de bronce           | 8                           | 5                                     | Medalla de plata                      | 18                                    | 4                                     | 9                                     | Ret                                   | 5                        | 8                        | 9                                 | 8                                 | 5                       | 4                       | 8                    | 4                    | 17                                    | 18                                    | 9                                     | 6                                     |                                       |                                       | 87   | 7°   |
|         |                    |                            |                      |                             |                             |                                       |                                       |                                       |                                       |                                       |                                       |                          |                          |                                   |                                   |                         |                         |                      |                      |                                       |                                       |                                       |                                       |                                       |                                       |      |      |
| 2008–09 | Racing for Holland | Ferrari, Ferrari, Michelin |                      | Bandera de los Países Bajos | Bandera de los Países Bajos | Bandera de la República Popular China | Bandera de la República Popular China | Bandera de Malasia                    | Bandera de Malasia                    | Bandera de Nueva Zelanda              | Bandera de Nueva Zelanda              | Bandera de Sudáfrica     | Bandera de Sudáfrica     | Bandera de Portugal               | Bandera de Portugal               | Bandera del Reino Unido | Bandera del Reino Unido |                      |                      |                                       |                                       |                                       |                                       |                                       |                                       | 75   | 4°   |
| 2008–09 | Racing for Holland | Ferrari, Ferrari, Michelin | SPR                  | PRIN                        | SPR                         | PRIN                                  | SPR                                   | PRIN                                  | SPR                                   | PRIN                                  | SPR                                   | PRIN                     | SPR                      | PRIN                              | SPR                               | PRIN                    |                         |                      |                      |                                       |                                       |                                       |                                       |                                       |                                       | 75   | 4°   |
| 2008–09 | Racing for Holland | Ferrari, Ferrari, Michelin | Jeroen Bleekemolen   | 4                           | 5                           |                                       |                                       | 6                                     | 8                                     |                                       |                                       | Medalla de oro           | 4                        |                                   |                                   | 6                       | Medalla de plata        |                      |                      |                                       |                                       |                                       |                                       |                                       |                                       | 75   | 4°   |
| 2008–09 | Racing for Holland | Ferrari, Ferrari, Michelin | Robert Doornbos      |                             |                             | Medalla de plata                      | 16                                    |                                       |                                       | Medalla de bronce                     | 5                                     |                          |                          | Medalla de oro                    | DNS                               |                         |                         |                      |                      |                                       |                                       |                                       |                                       |                                       |                                       | 75   | 4°   |